# هنريكي فيريرا
هنريكي فيريرا هو منافس ألعاب قوى موزمبيقي، ولد في 21 سبتمبر 1960.

## وصلات خارجية
- هنريكي فيريرا على موقع أوليمبيديا (الإنجليزية)